# Dagny Mikoś
Dagny Mikoś (ur. 13 września 1989 w Ustrzykach Dolnych) – polska aktorka teatralna, filmowa, radiowa i telewizyjna. Artystka muzyczna, lektorka audiobooków, animatorka działań twórczych.

## Życiorys
Urodziła się w Bieszczadach, w Ustrzykach Dolnych. Jest absolwentką Wydziału Aktorskiego Państwowej Wyższej Szkoły Filmowej, Telewizyjnej i Teatralnej im. Leona Schillera w Łodzi (2013), Wydziału Wokalnego Krakowskiej Szkoły Jazzu i Muzyki Rozrywkowej (2018) oraz Wydziału Zarządzania i Komunikacji Społecznej Uniwersytetu Jagiellońskiego na kierunku Zarządzanie Kulturą (2023). Prywatnie żona aktora Mateusza Mikosia.
W teatrze zadebiutowała w 2012 w musicalu Our House w reż. Michała Znanieckiego na deskach Teatru Rozrywki w Chorzowie, a w 2013 dołączyła do zespołu artystycznego Teatru im. Wandy Siemaszkowej w Rzeszowie, gdzie grała do 2025 roku.
W 2015 roku otrzymała Nagrodę Zarządu Województwa Podkarpackiego za szczególne osiągnięcia w dziedzinie twórczości artystycznej, upowszechniania i ochrony kultury oraz Nagrodę "Loży" przyznawaną młodym aktorom spoza Krakowa (ale z terenu objętego przez ZASP krakowski).
W 2019 roku otrzymała Wyróżnienie podczas 22. Ogólnopolskiego Konkursu Wokalnego "Pamiętajmy o Osieckiej" w Teatrze Nowym w Poznaniu, które zainspirowało ją do zorganizowania zbiórki crowdfuningowej i wyprodukowania swojej debiutanckiej płyty muzycznej "DAGNY/OSIECKA" z piosenkami Agnieszki Osieckiej.
Dagny Mikoś jest lektorką audiobooków Moniki Maciewicz pt. "Wiedma" (2021), "Kruki" (2022) oraz "Żmijątko" (2023).

## Nagrody
- Stypendium rektora dla najlepszych studentów Państwowej Wyższej Szkoły Filmowej, Telewizyjnej i Teatralnej im. Leona Schillera w Łodzi (2011)[9]
- Grand Prix i I nagroda dla zespołu "Soundscape" w konkursie piosenki studenckiej "Kill me with the music" zorganizowanym przez Politechnikę Rzeszowską (2014)[1]
- Nagroda LOŻY 2015 (za rolę Goplany/Shirley Temple w „Balladynie" w reż. Radosława Rychcika)[10]
- Nagroda Dyrektora Teatru im. Wandy Siemaszkowej w Rzeszowie (2015)[11]
- Nagroda Zarządu Województwa Podkarpackiego za szczególne osiągnięcia w dziedzinie twórczości artystycznej, upowszechniania i ochrony kultury (2015)[12]
- Nagroda Dyrektora Teatru za elektryzującą kreację słynnej Edith Piaf w sztuce Pam Gems w reż. Jana Szurmieja (2018)[1]
- Nagroda Dziennikarzy za zespołową pracę artystyczną dla spektaklu "Lwów nie oddamy" w reż. Katarzyny Szyngiery przyznana podczas V edycji Festiwalu Nowego Teatru (2018)[13]
- Nagroda Dyrektora Teatru za twórczy udział w znakomitej kreacji zbiorowej - w spektaklu pt. "Lwów nie oddamy", w reżyserii Katarzyny Szyngiery (2019)[1]
- Grand Prix i Wielka Nagroda Publiczności dla spektaklu "Lwów nie oddamy" w reż. Katarzyny Szyngiery, przyznana podczas Festiwalu "KONTRAPUNKT - Przegląd Teatrów Małych Form" w Szczecinie (2019)[14]
- Nagroda Specjalna Jury 14. Festiwalu Polskich Sztuk Współczesnych "R@port" w Gdyni dla spektaklu Katarzyny Szyngiery, Marcina Napiórkowskiego, Mirosława Wlekłego, pt. "Lwów nie oddamy" w reż. Katarzyny Szyngiery z Teatru im. Wandy Siemaszkowej w Rzeszowie (2019)[15]
- Nagroda Zespołowa 25. Ogólnopolskiego Konkursu na Wystawienie Polskiej Sztuki Współczesnej w spektaklu "Lwów nie oddamy" w reż. Katarzyny Szyngiery (2019)[16]
- Wyróżnienie podczas Finału 22. Ogólnopolskiego Konkursu Wokalnego "Pamiętajmy o Osieckiej" w Teatrze Nowym w Poznaniu (2019)[17]
- Nagroda Prezydenta Miasta Rzeszowa za osiągnięcia w dziedzinie twórczości artystycznej, upowszechniania i ochrony kultury oraz promocji miasta Rzeszowa (2020)[18]
- "Teatr Tutorial" w finale X Ogólnopolskiej Giełdy Projektów Kulturalnych "Animacja w sieci" w Narodowym Centrum Kultury (2020)[19]
- Nominacja za nieprzeciętny talent, pasję, a w szczególności za pracę nad płytą "Dagny/Osiecka" w plebiscycie organizowanym przez Gazetę "Nowiny" na „Osobowość Roku 2020" w kategorii Kultura (2020)[1]
- Nominacja w plebiscycie „100 Wpływowych Kobiet" Województwa Podkarpackiego zorganizowanym przez Gazetę Codzienną "Nowiny" (2020)[9]
- Nagroda Dyrektora Teatru 2021 (60. Międzynarodowy Dzień Teatru)[20]
- Nagroda Specjalna 07. Festiwalu Nowego Teatru dla zespołu aktorskiego spektaklu "Wiśniowy Sad" w reż. Andro Enukidze z Teatru im. W. Siemaszkowej w Rzeszowie (2021)[21]
- Nagroda Dyrektora Teatru za znakomitą pracę aktorską na rzecz kreacji zbiorowej w spektaklu pt. "Wiśniowy Sad" w reż. Andro Enukidze (2022)[1]
- Nagroda Specjalna Prezesa Polskiego Radia Rzeszów za monodram "DAGNY.BRECHT.ksieżniczka.żebraków" podczas pierwszej edycji Ogólnopolskiego Festiwalu "RFT: Monodram" (2023)[22]
- Ambasadorka Projektu "Rzeszów Europejską Stolicą Kultury 2029" (2023)[23]
- Nagroda Marszałka Województwa Podkarpackiego (2024)[24]
- Wyróżnienie aktorskie za rolę Wdowy Wąsowskiej w spektaklu „Lalka” w reż. Jerzego Jana Połońskiego z Teatru im. Wandy Siemaszkowej w Rzeszowie przyznane podczas 62. Rzeszowskich Spotkań Teatralnych: 03. Festiwalu Arcydzieł (2024)[25]

## Dyskografia
- DAGNY/OSIECKA (2022)[26]

## Słuchowiska radiowe
- 2024: Serce. O Juliuszu Mieroszewskim, jako Inka - Jadwiga Czechowicz, reż. Maciej Wiktor, Polskie Radio Rzeszów
- 2023: Batory - czyli okno na świat, reż. Andrzej Zajdel, Polskie Radio Rzeszów
- 2023: ULma Marta Sokołowska, jako Wiktoria Ulma, reż. Maciej Wiktor, Polskie Radio Rzeszów
- 2023: Wyspa wg Szekspira, reż. Andrzej Prokop, Polskie Radio Rzeszów
- 2022: Barabasz, jako Esthera, reż. Andrzej Zajdel, Polskie Radio Rzeszów
- 2022: Nad świtezi tonią Adam Mickiewicz, reż. Andrzej Zajdel, Polskie Radio Rzeszów
- 2018: Zemsta Aleksander Fredro, jako Klara, reż. Jan Niemaszek, Polskie Radio Rzeszów

## Audiobooki
- 2024: Co porusza martwych T. Kingfisher, wyd. SQN
- 2023: Żmijątko Monika Maciewicz, wyd. Zysk i S-ka, Storybox
- 2022: Kruki Monika Maciewicz, wyd. Zysk i S-ka, Storybox
- 2021: Wiedma Monika Maciewicz, wyd. Zysk i S-ka, Storybox

## Filmografia

### Filmy
- 2023: Weigl - zwyciężyć tyfus w reż. Marcina Głowackiego, rola: Anna Herzig
- 2023: Loret - leśnik z charakterem w reż. Marcina Głowackiego, rola: Eugenia Loret
- 2019: Wieleżyński. Alchemik ze Lwowa w reż. Mariusza Bonaszewskiego, rola: kelnerka
- 2019: Łukasiewicz Nafciarz Romantyk w reż. Macieja Wójcika, rola: Honorata Łukasiewicz
- 2019: 15 Miesięcy do Niepodległości, rola: Aleksandra Szczerbińska
- 2017: Sztuka Kochania w reż. Marii Sadowskiej, rola: pielęgniarka
- 2017: Jako w Niebie, Tak i w Komańczy w reż. Macieja Wójcika, rola: Maria, żona leśniczego

### Seriale
- 2023: Na Sygnale, Lola, rola: matka Szymka (odcinki: 463, 511)
- 2022: Papiery na Szczęście, rola: kobieta (odcinek: 166)
- 2018: Zawsze Warto, rola: opiekunka Doriana (odcinek: 1)
- 2018: O Mnie Się Nie Martw, rola: Marlena (odcinek: Sezon IX Odcinek 8)
- 2018: Wojenne Dziewczyny, rola: prostytutka Kazia (odcinki: 15, 17, 19, 20)
- 2016: Bodo, rola: fanka
- 2015: Pierwsza Miłość, rola: dziennikarka telewizyjna
- 2011: Barwy Szczęścia, rola: studentka

## Spektakle teatralne
- 2025: SIX Toby Marlow, Lucy Moss, jako Anna z Kleve (reż. Katarzyna Chlebny)
- 2024: Gdzie jest mój mąż? wg Słomkowego Kapelusza Eugene Labiche, jako Klara (reż. Paweł Aigner)
- 2024: Mąż i żona Aleksander Fredro, jako Elwira (reż. Marcin Sławiński)
- 2024: Lalka Bolesław Prus, jako Wdowa Wąsowska (reż. Jerzy Jan Połoński)
- 2021: Wizyta starszej pani Friedrich Dürrenmatt, jako Córka Illa (reż. Robert Czechowski)
- 2021: Cellineczka Katarzyna Matwiejczuk, jako Naja (reż. Kamila Siwińska)
- 2021: Wiśniowy sad Antoni Czechow, jako Waria (reż. Andro Enukidze)
- 2021: Granica Weronika Murek, Katarzyna Szyngiera, Marcin Napiórkowski, jako Dziennikarka (reż. Katarzyna Szyngiera)
- 2020: Hiob'51 Jarosław Jakubowski, jako Jadwiga Cieplińska (reż. Jan Nowara)
- 2020: Show and Go Dorota Kassjanowicz, jako Zakochana (reż. Jerzy Satanowski)
- 2019: Iwona, księżniczka Burgunda Witolda Gombrowicza, jako Iza (reż. Waldemar Śmigasiewicz)
- 2019: Mistrz i Małgorzata Michaiła Bułhakowa, jako Małgorzata (reż. Cezary Iber)
- 2019: Ermida królowa pasterska Stanisław Herakliusz Lubomirski, jako Ermida (reż. Jan Nowara)
- 2018: Sinobrody - nadzieja kobiet Dea Loher, jako Kobieta (reż. Jakub Kasprzak)
- 2018: Lwów nie oddamy Katarzyna Szyngiera, Mirosław Wlekły, jako Banderówka (reż. Katarzyna Szyngiera)
- 2017: Piaf Pam Gems, jako Edith Piaf (reż. Jan Szurmiej)
- 2017: Chory z urojenia Molier, jako Belina (reż. Waldemar Śmigasiewicz)
- 2017: Chicago, jako Liz / Mama Morton (reż. Wojciech Kościelniak)
- 2016: Romantyzm. Nowe oczyszczenie, jako Wokalistka (reż. Jan Nowara)
- 2016: Beksiński. Obraz bez tytułu, jako Kobieta (reż. Jerzy Satanowski)
- 2016: Pogorzelisko Wajdi Mouawad, jako Nawal (reż. Cezary Iber)
- 2016: Trzy siostry Anton Czechow, jako Masza (reż. Magdalena Miklasz)
- 2015: Wielka woda, jako Punk (reż. Jan Szurmiej)
- 2015: Kurka wodna - katastrofa jest coraz bliżej wg Witkacego, jako Lady Alicja de Nevermore (reż. Jan Nowara)
- 2015: Jak to niegrzecznym bywa źle, (reż. Paula Czarnecka)
- 2015: Wenus w futrze David Ives, jako Wanda (reż. Jan Nowara)
- 2014: Na pokuszenie, jako Młoda (reż. Jan Nowara)
- 2014: Balladyna Juliusz Słowacki, jako Goplana / Shirley Temple (reż. Radosław Rychcik)
- 2014: Siostrunie Dan Goggin, jako Siostra Mary Hubert (reż. Jan Szurmiej)
- 2013: Tim Talar albo sprzedany śmiech James Krüss, jako Hilda (reż. Ireneusz Maciejewski)
- 2012: Dagny.Brecht.Księżniczka.Żebraków, jako Polly (reż. Dagny Mikoś)
- 2012: Roberto Zucco Bernard-Marie Koltès, jako Szefowa Burdelu (reż. Małgorzata Bogajewska)
- 2012: Our House Tim Firth, jako Sara (reż. Michał Znaniecki)